# بوتاسيمتو

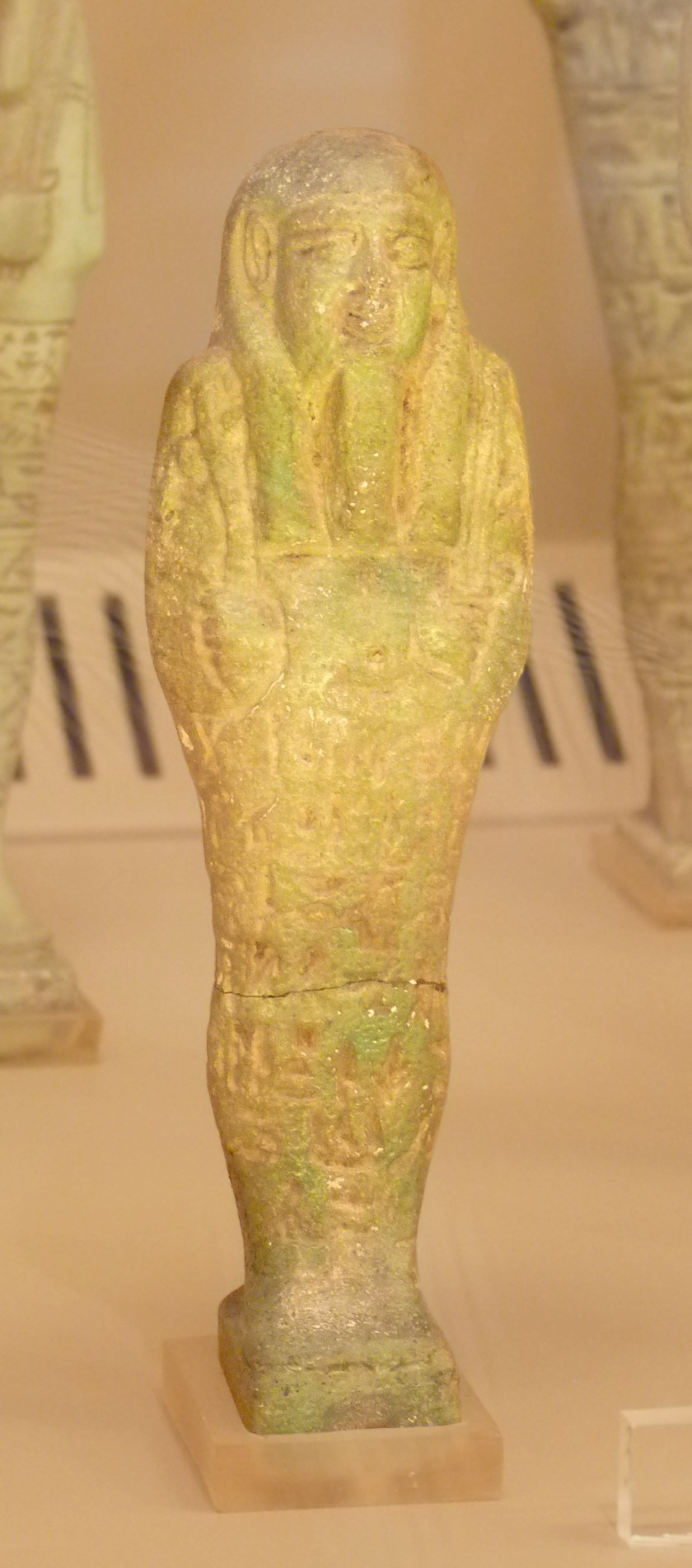
أوشبتي بوتاسيمتو

كان بوتاسيمتو (592 قبل الميلاد) جنرالًا مصريًا قديمًا خلال الأسرة السادسة والعشرين.

## نبذة
وُلِد في فاربيتوس، وكان قائدًا للقوات اليونانية والكاريانية التي أرسلها الملك المصري بسماتيك الثاني، جنبًا إلى جنب مع القوات المصرية، في الحملة العسكرية ضد النوبة عام 592 قبل الميلاد. أطلق هؤلاء الجنود الأجانب اسم بوتاسيمتو عليه وهو في الواقع تهجين للاسم المصري بادسمتاوي. جاء الشكل الهيليني للاسم من نقش يوناني معروف خدشته قواته على الساق اليسرى للتمثال الضخم الجالس لرمسيس الثاني في أبو سمبل:
 عندما جاء الملك بساميتخوس إلى الفنتين، كتب ذلك أولئك الذين أبحروا مع بساميتخوس ابن ثيوكليس، وتجاوزوا كركيس بقدر ما يسمح به النهر. أولئك الذين يتكلمون ألسنة أجنبية قادهم بوتاسيمتو، المصريون من قبل أماسيس. 
كانت كركيس تقع بالقرب من الشلال الخامس لنهر النيل "الذي كان قائما بشكل جيد داخل مملكة كوش."
توفي بوتاسيمتو في بعض الأحيان بعد الحملة الناجحة، وربما دُفن في كوم أبو ياسين (مقبرة فاربيتوس) كما يتضح من آثاره. من بينها تابوت حجري ووعاء حجري موجود الآن في كل من متحف القاهرة، وثلاثة أوشبتي (ليموج وأنسي وبولونيا)، وتمثال لأبيه رحيمآخرو ولوحة لأخيه.